# Pirene
Il pirene è un idrocarburo tetraciclico benzenoide avente formula C16H10 e costituito da 4 anelli benzenici condensati che condividono con gli altri anelli due o tre lati del proprio anello, e non uno solo, come accade nella serie degli aceni (come nell'antracene) o in quella dei fenaceni (come nel fenantrene), cosa che si riscontra anche nel suo nome sistematico di benzo[def]fenantrene.
Il pirene è un isomero strutturale del fluorantene, idrocarburo tetraciclico aromatico non benzenoide, del quale è più stabile.
La molecola, classificata tra quelle degli idrocarburi policiclici aromatici (IPA), è planare, altamente simmetrica (gruppo puntuale D2h), con tutti gli atomi di carbonio ibridati sp2.

## Etimologia
Il termine «pirene» compare nell'Ottocento in alcuni scritti di J. Hull, medico e botanico. È formato dal nome greco del fuoco, pyr (πῦρ), seguìto dalla desinenza -ene che designa l'insaturazione in alcheni e areni. Il senso è che il pirene, un arene contenuto nella frazione più pesante del catrame di carbon fossile necessita, per il suo ottenimento, che la temperatura della distillazione sia adeguatamente elevata. Il termine è presente in lingua italiana dal 1871.

## Struttura molecolare e aromaticità
Nell'ambito della teoria del legame di valenza, alla stabilità della molecola del pirene concorrono sei forme di risonanza, tutte strutture di Kekulé. Sebbene sia annoverato tra gli idrocarburi aromatici, la sua molecola contiene un totale di 16 elettroni π (4n elettroni, con n = 4), rientrando così, formalmente, tra gli idrocarburi antiaromatici secondo la regola di Hückel, la quale però è strettamente valida solo per composi monociclici (vide infra).

### Sottostruttura del [14]annulene
Tuttavia, il pirene può essere considerato come derivante dalla sottostruttura di un [14]annulene. Questo è previsto essere aromatico con n = 3, ma non è benzenoide e in realtà risulta solo debolmente aromatico e non molto stabile. In tal senso, all'interno di un [14]annulene si può immaginare un «doppio legame» >C=C< connesso all'anello che lo circonda tramite «legami semplici» ai carboni 3a, 5a, 8a, 10a. A tal proposito, si trova che il suo derivato 15,16-trans-dimetildiidropirene, nel quale quel doppio legame è diventato singolo, risulta essere aromatico, come mostra lo spostamento chimico a valori negativi dei due metili negli spettri di risonanza magnetica protonica.

### Sottostruttura del bifenile
Oppure, il pirene può essere considerato come un bifenile, anch'esso aromatico, benzenoide e molto stabile, al quale si aggiungono due ponti vinilene (−CH=CH−) che si collegano esternamente, con legami singoli, alle posizioni 3a e 5a, l'uno e le 8a e 10a, l'altro. Quest'ultima ipotesi è avvalorata, da un punto di vista teorico, dalla regola di Clar dei sestetti aromatici benzenoidi e, dal punto di vista sperimentale, dai risultati di reazioni di parziale idrogenazione e parziale ozonolisi. 

#### Idrogenazione
In esperimenti di idrogenazione catalitica del pirene i prodotti significativi sono quelli che derivano dalla rimozione dei due «doppi legami» C4=C5 e C9=C10, cioè quelli dei ponti vinilene, lasciando così la struttura del bifenile (altri prodotti lasciano tuttavia la struttura del naftalene).

#### Ozonolisi
Sono stati condotti esperimenti di ozonolisi del pirene in soluzione di acetonitrile/acqua 90/10. L'ozono è un ossidante potente (E° = 2,075 V) e pertanto in genere si osservano miscele di vari prodotti; tuttavia, partendo da un rapporto ozono/pirene basso e incrementando l'ozono in esperimenti successivi si registrano andamenti caratteristici: dapprima si osservano principalmente prodotti derivanti dalla rottura di uno dei doppi legami (C4=C5), cosa che lascia lo scheletro aromatico del fenantrene (che è equivalente anch'esso a un bifenile con un ponte vinilene, secondo la regola di Clar) e, a rapporti maggiori, si osserva la prevalenza di prodotti in cui anche il secondo doppio legame (C9=C10) risulta rotto, lasciando lo scheletro del bifenile.

### Dati strutturali e confronti
Dalla struttura cristallina del pirene (diffrazione dei raggi X) risulta che la molecola è essenzialmente planare e che questi due doppi legami (C4=C5 e C9=C10) sono pari a 132,0 pm e sono in effetti i più corti nella molecola, anche lievemente più corti che nell'etilene (133,9 pm). Parallelamente, i legami più lunghi sono d e f, e gli altri due equivalenti (k e m) dall'atra parte (144,2 pm), cioè proprio quelli che sarebbero singoli considerando la sottostruttura del bifenile raccordata dai ponti vinilene. Per il resto, gli altri legami variano entro limiti che sono ragionevolmente normali per gli idrocarburi policiclici aromatici (138,0-142,0 pm).

### Aromaticità complessiva
Nonostante il pirene sia un sistema di 4n elettroni π, il suo carattere è stato riconosciuto essere nel suo complesso aromatico attraverso calcoli quantomeccanici teorici e attraverso la valutazione della sua energia di stabilizzazione tramite valutazione energetica di reazioni isodesmiche e valutazione della sua stabilizzazione per risonanza nell'ambito della teoria del legame di valenza.

## Proprietà
Il pirene, come gli altri idrocarburi policiclici aromatici, è un composto endotermico: ΔHƒ° = +125,2 ± 2,3 kJ/mol, ma meno endotermico (più stabile) dell'isomero fuorantene, ΔHƒ° = +190,2 ± 2,8 kJ/mol.
A temperatura ambiente il pirene è un solido cristallino incolore pressoché insolubile in acqua (0,013 mg/100 g), ma facilmente solubile in alcool, etere, benzene, toluene, solfuro di carbonio e tuttavia molto poco solubile in tetracloruro di carbonio. Il pirene mostra intense bande di assorbimento nella regione del vicino ultravioletto (≈ 330 nm) e, sia come solido che nelle sue soluzioni, mostra leggera fluorescenza azzurra.

## Presenza in natura e nell'ambiente
In natura è contenuto nell'olio di catrame di carbon fossile; è presente, insieme ad altri composti policiclici aromatici, anche nel mezzo interstellare. si forma durante la combustione incompleta dei composti organici, compreso il legno, come negli incendi boschivi. Il pirene si trova contenuto anche negli scarichi delle automobili, che ne producono ≈ 1 µg/km.
Viene utilizzato nella produzione di coloranti e loro precursori (ad esempio la piranina).
È un composto tossico per i reni e per il fegato.

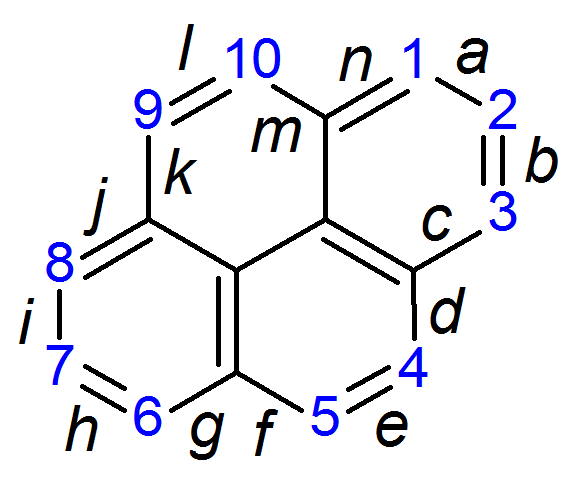
Numerazione delle posizioni sulla molecola del pirene secondo la nomenclatura IUPAC.